# Plan en Z

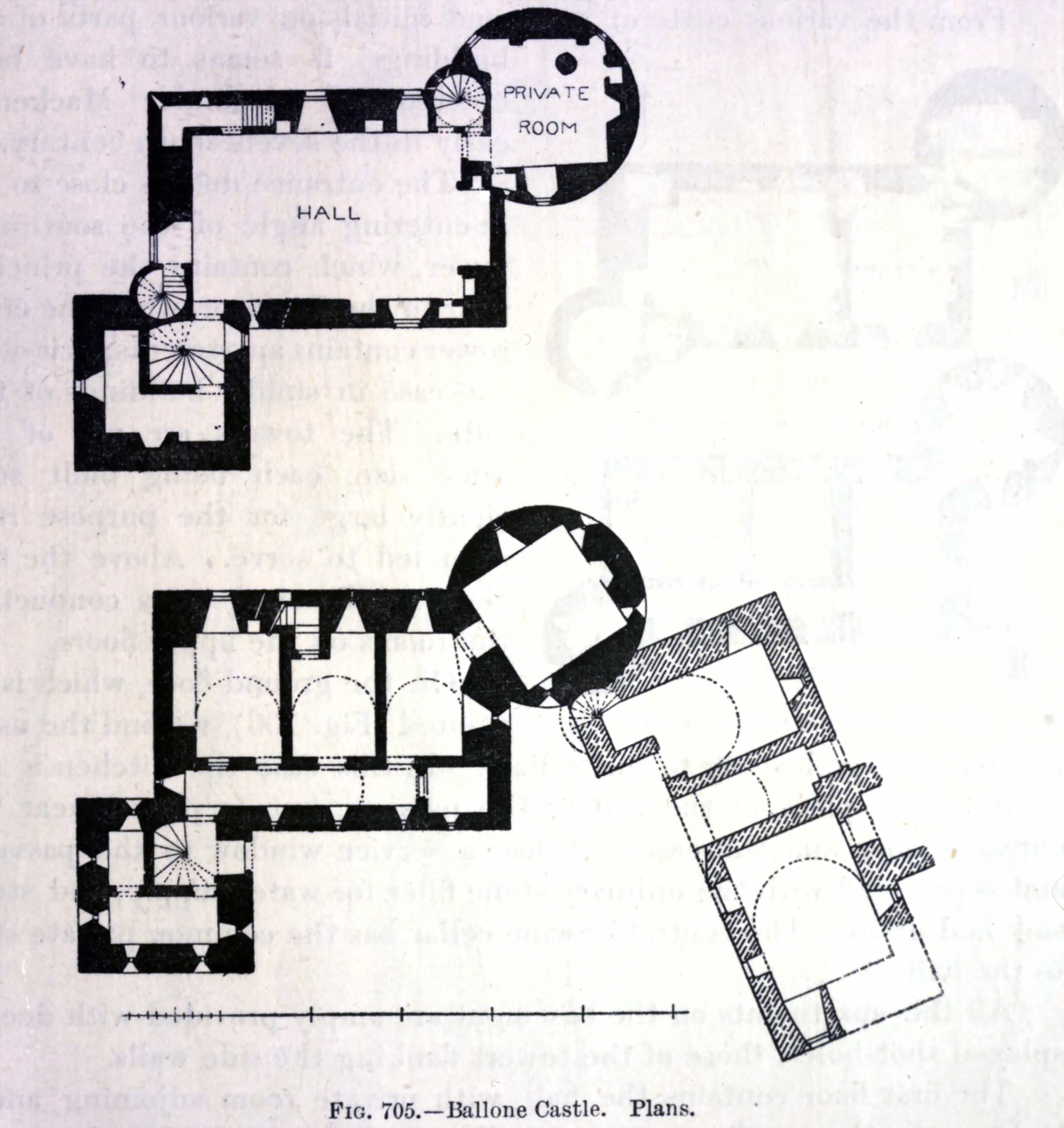
Le château de Ballone, exemple de plan en Z

Le plan en Z est une forme d'architecture castrale commune dans l'Angleterre et l'Écosse du Moyen Âge et de la Renaissance. Il réunit une maison-tour centrale rectangulaire à deux tours plus petites, attachées chacune à l’un des angles opposés du château. Cette disposition particulière permettait de poster des sentinelles en diagonale par rapport au corps de bâtiment central et de mieux le protéger en cas d'assaut.
Le château de Corse, à Lumphanan dans l'Aberdeenshire, en offre une variante inhabituelle en mêlant le plan en Z avec le plan en L. 
Le plan en Z sera utilisé par la suite pour des demeures d'agrément, sans vocation défensive, comme le Grand Trianon ou le château d'Asnières.

## Exemples

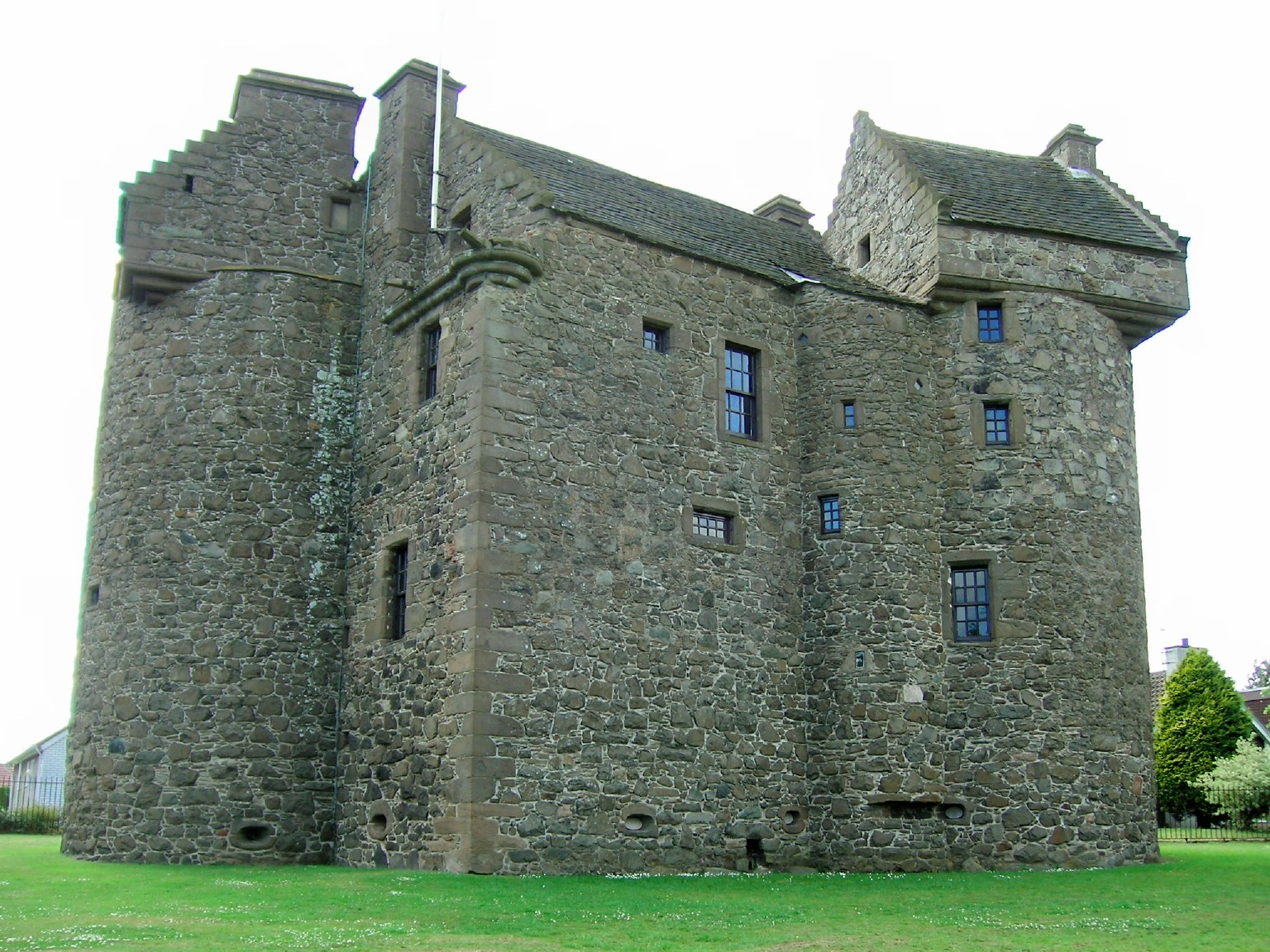
Le château de Claypotts et sa disposition en Z

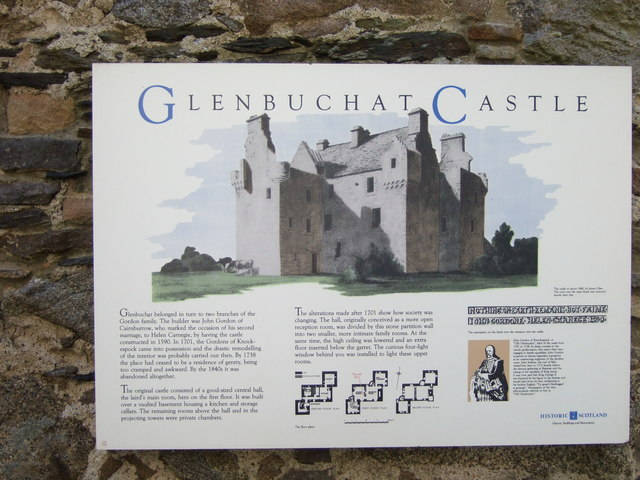
Le château de Glenbuchat et son plan en Z

- Château de Ballone
- Château de Cairnbulg
- Château de Claypotts
- Château de Colliston
- Château d'Eden
- Château d'Edinample
- Château de Fraser
- Château de Glenbuchat
- Château de Hatton
- Château de Kilmartin
- Château de Mey
- Château de Menzies
- Château de Powrie